# غوستاف أندرسون (متزلج سريع)
غوستاف أندرسون (بالسويدية: Gustaf Andersson)‏ هو متزلج سريع سويدي، ولد في 6 أبريل 1903 في ستوكهولم في السويد، وتوفي بنفس المكان في 15 سبتمبر 1986.

## وصلات خارجية
- غوستاف أندرسون على موقع SpeedSkatingBase.eu (الإنجليزية)
- غوستاف أندرسون على موقع SpeedSkatingNews.info (الإنجليزية)
- غوستاف أندرسون على موقع SpeedSkatingStats.com (الإنجليزية)
- غوستاف أندرسون على موقع أوليمبيديا (الإنجليزية)
- غوستاف أندرسون على موقع اللجنة الأولمبية السويدية (السويدية)